# Ceracia punensis
Ceracia punensis là một loài ruồi trong họ Tachinidae.